# 陳雨農
陳雨農（?—?），湖北省黃州府蘄州人，清朝政治人物、同進士出身。
光緒十八年（1892年），参加光緒壬辰科殿試，登進士三甲56名。同年五月，以主事分部学习。